# Ceratomyxa macrospora
Ceratomyxa macrospora is een microscopische parasiet uit de familie Ceratomyxidae. Ceratomyxa macrospora werd in 1909 beschreven door Auerbach. 